# Ocularia rotundipennis
Ocularia rotundipennis là một loài bọ cánh cứng trong họ Cerambycidae.